# Fouquieria splendens
Fouquieria splendens és una espècie del gènere Fouquieria de la família Fouquieriaceae. Es tracta d'una planta de flor adaptada a viure als deserts del sud-oest dels EUA i al nord de Mèxic.

## Descripció
Durant la major part de l'any la planta sembla un conjunt de grans tiges mortes, tot i que un examen més proper revela que són parcialment verdes. Amb les precipitacions de les escasses pluges, la planta s'arriba a cobrir ràpidament amb un gran nombre de fulles ovals petites (2 a 4 cm), que poden romandre durant setmanes o fins i tot mesos. El vermell brillant de les flors apareix a la primavera i l'estiu.
Les tiges poden arribar a un diàmetre de 5 cm a la base, i la planta pot arribar a mesurar fins a 10 m d'alçada. La planta ramifica molt pesadament a la base, però sobre aquesta les branques són com pals i es divideixen només més lluny de la base, i els espècimens als cultius poden no tenir cap branca secundària.
Els ramells de fulles endureixen embotits entre espines dorsals, i les fulles noves brollen de la base de l'espina dorsal.

## Usos
Els pals de Fouquieria splendens són un material de camp comú per a les tanques a la seva regió nativa, i prenen sovint l'arrel per formar una tanca viva. A causa del seu pes lleuger i a una forma interessant, aquests s'han utilitzat per als bastons.

## Distribució i hàbitat
És una planta del desert curiosa i única que es desenvolupa als deserts del sud-oest dels Estats Units i al nord de Mèxic.
Es troba associada generalment amb matollars xeròfits, matollars crassicaules (de tiges carnoses) espinós, amb Yucca, i a sòls negre, rocós, o calcaris.

## Galeria

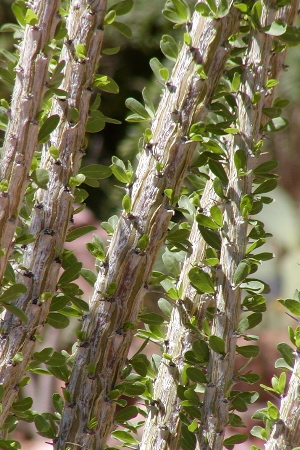
Fulles
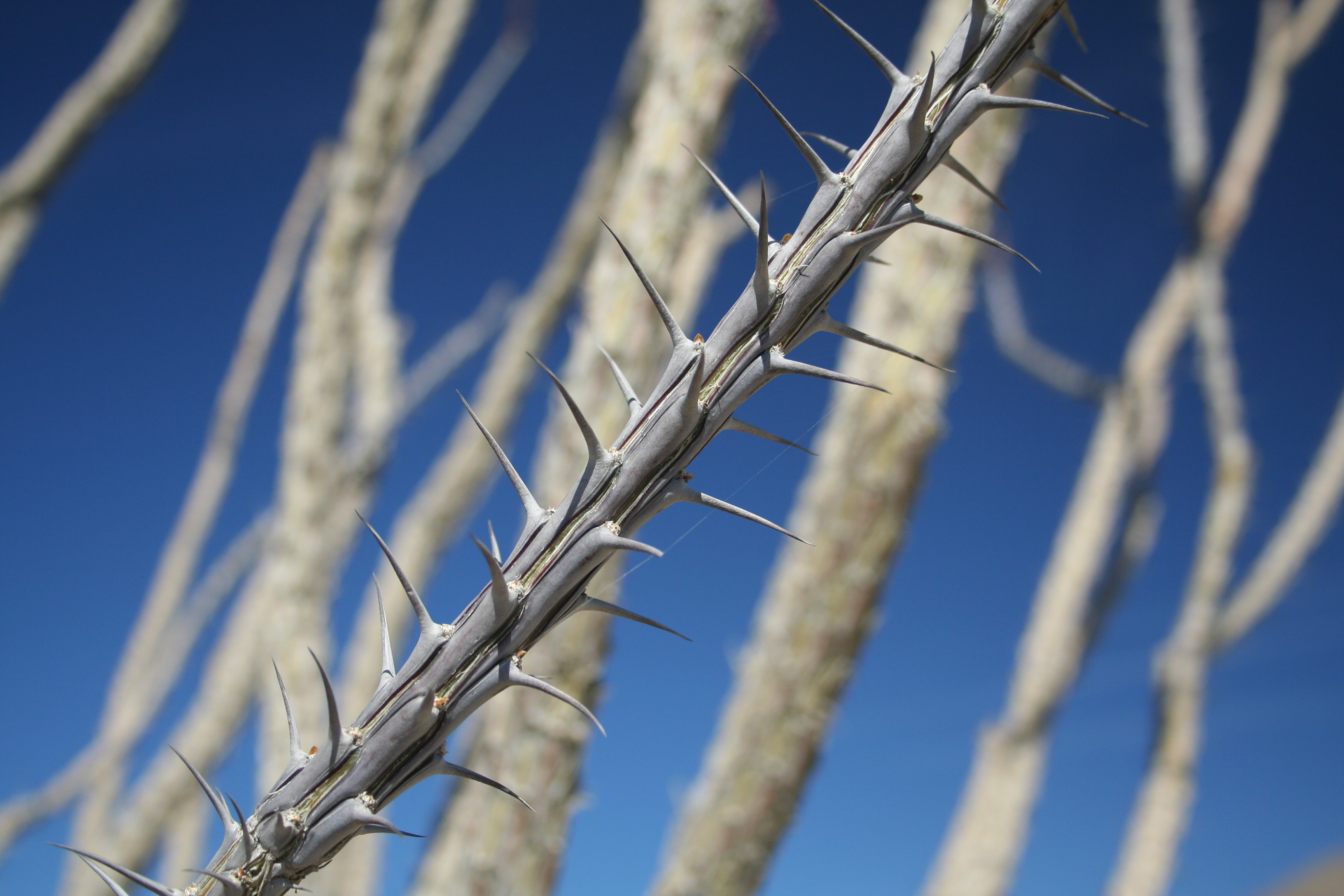
Espines a Anza-Borrego Desert State Park
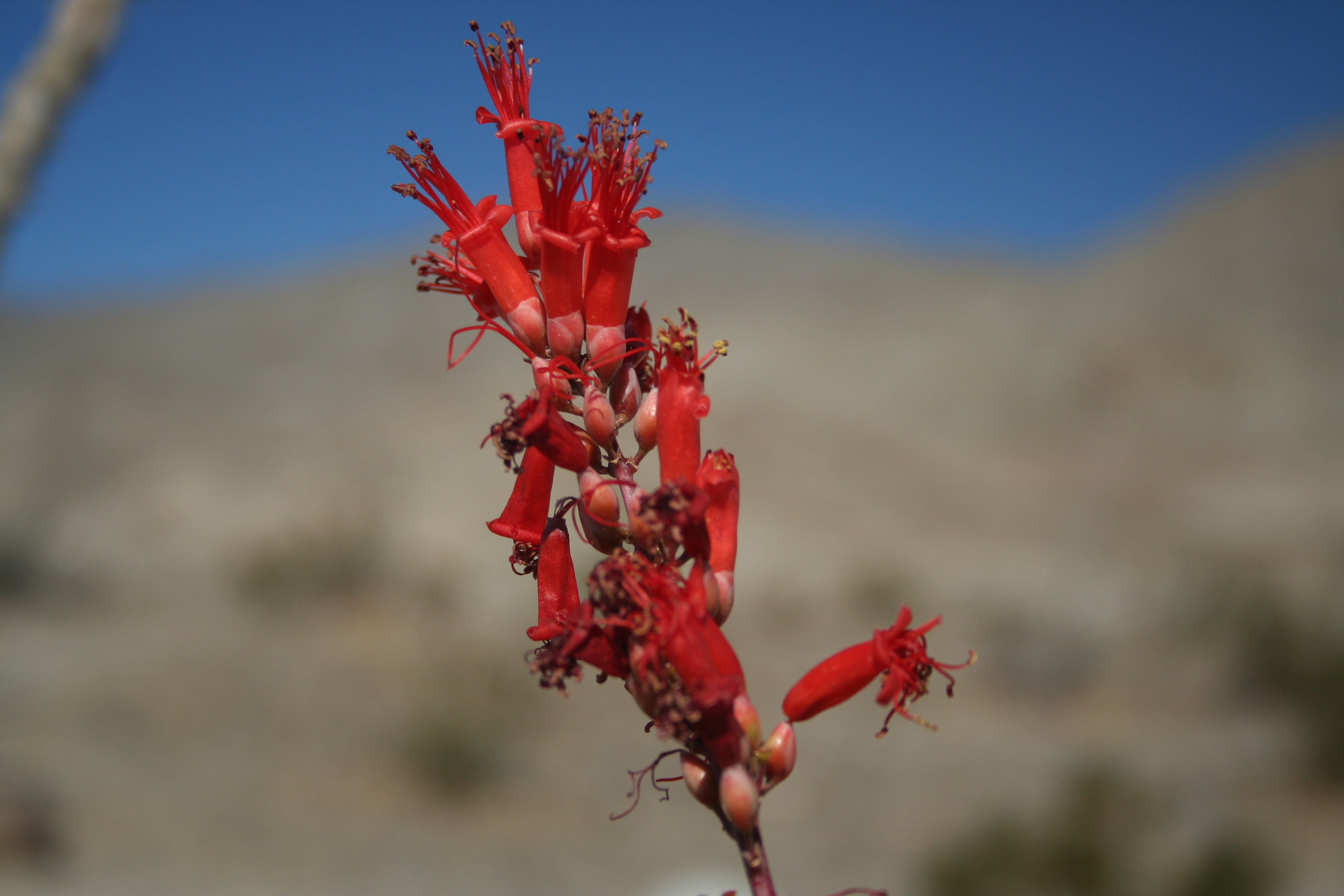
Flors a Anza-Borrego Desert State Park
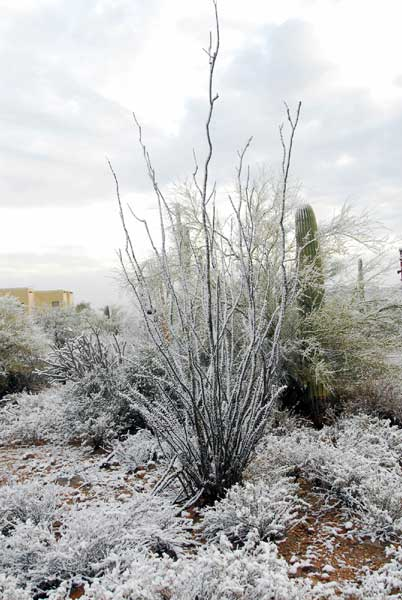
Fouquieria splendens cobert de neu a Tucson
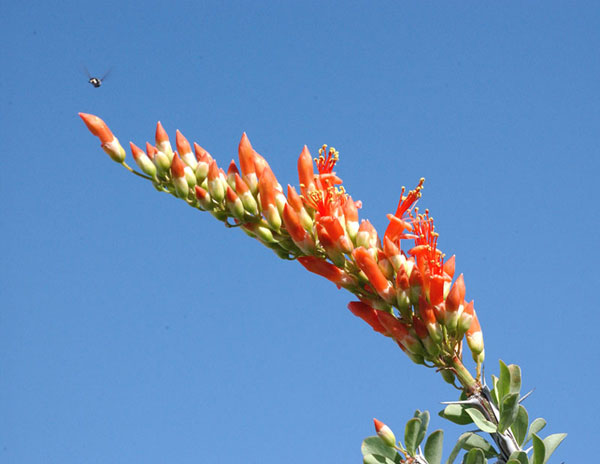
Flors a Tucson, AZ
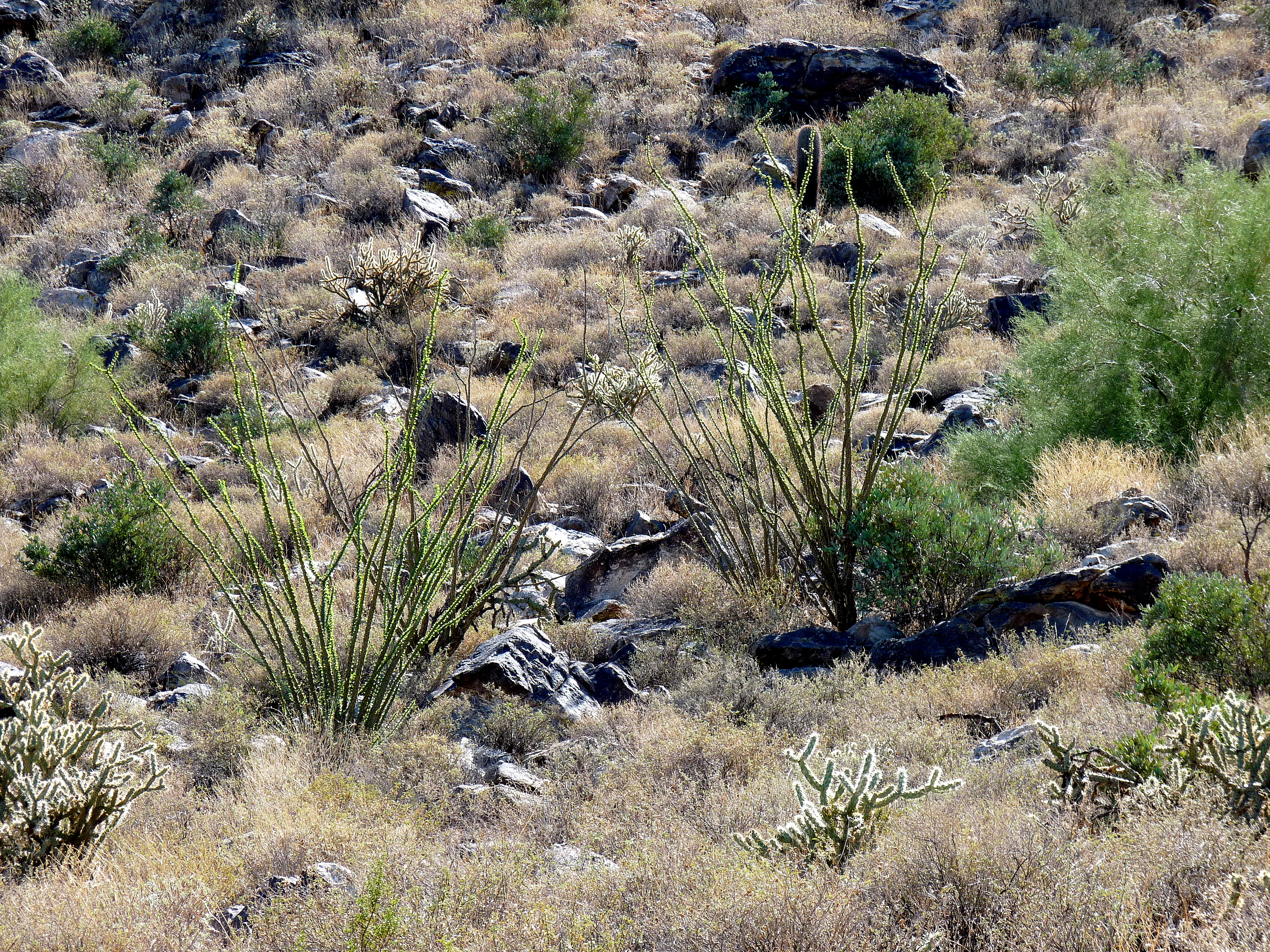
Al seu hàbitat